# Офіційний вісник Європейського Союзу
Офіці́йний ві́сник Європе́йського Сою́зу (англ. Official Journal of the European Union (the OJEU)) — європейський інформаційний бюлетень, офіційне видання, яке публікується кожного робочого дня всіма офіційними мовами держав-членів Європейського Союзу. Обов'язковими є лише ті нормативно-правові акти, які були опубліковані в Офіційному віснику.

## Історія
Він  вперше з'явився 30 грудня 1952 року як Офіційний вісник Європейської спільноти вугілля та сталі, проте потім був перейменований на Офіційний вісник Європейських Спільнот (Official Journal of the European Communities) із заснуванням Європейської економічної спільноти, перш ніж отримати свою нинішню назву після набуття чинности Ніццьким договом 1 лютого 2003 року.
З 1998 року Офіційний вісник доступний в Інтернеті через сервіс EUR-Lex. 1 липня 2013 року опубліковані випуски Офіційного віснику почали мати юридичну силу лише в електронній формі відповідно до статті 5 Регламенту (ЄС) № 216/2013. З цієї дати друкована версія втратила юридичну силу. Кожен випуск публікується як набір документів у форматі PDF/A (по одному на кожну офіційну мову) плюс один XML- документ, що забезпечує загальну узгодженість через хеші та кваліфікований електронний підпис (різновид цифрового підпису, визначений у європейському законодавстві), розширений довіреною позначка часу.
1 жовтня 2023 року Офіційний вісник перейшов на поактну публікацію. У цьому новому режимі Офіційний вісник більше не є зіставленням актів зі змістом. Натомість кожен акт публікується окремо як автентичний Офіційний вісник у форматі PDF.

## Публікації
Офіційний вісник складається з трьох частин, «L» та «C», і додатка «S» для оголошень про конкурси щодо постачання:
- У частині «L» друкуються обов'язкові законодавчі акти, зокрема регламенти, директиви, рішення, рекомендації та думки;
- частина «C» містить інформаційні матеріали — рішення Суду Європейського Союзу, звіти про засідання Європейського парламенту, доповіді Соціально-економічного комітету та Комітету регіонів тощо.
- частина «S» (= Додаток) містить запрошення до участі в тендері на державні контракти разом з іншими повідомленнями, виданими Європейським фондом розвитку та іншими агентствами.

Електронний розділ частини «C» — «OJ C E», документи цього розділу друкуються тільки в електронному вигляді.